# Wenderson Galeno
Wenderson Rodrigues do Nascimento Galeno, noto semplicemente come Wenderson Galeno (Barra do Corda, 22 ottobre 1997), è un calciatore brasiliano, attaccante dell'Al-Ahli.

## Caratteristiche tecniche
È un centravanti che può giocare anche da ala e che dispone di buona tecnica.

## Carriera

### Nazionale
L'11 marzo 2024 viene convocato per la prima volta dal Brasile in sostituzione dell'infortunato Gabriel Martinelli. Fa il suo esordio con i verdeoro 15 giorni dopo nella amichevole pareggiata per 3-3 contro la Spagna.

## Statistiche

### Presenze e reti nei club
Statistiche aggiornate al 3 maggio 2025.
| Stagione        | Squadra         | Campionato      | Campionato | Campionato | Coppe nazionali | Coppe nazionali | Coppe nazionali | Coppe continentali | Coppe continentali | Coppe continentali | Altre coppe | Altre coppe | Altre coppe | Totale | Totale |
| Stagione        | Squadra         | Comp            | Pres       | Reti       | Comp            | Pres            | Reti            | Comp               | Pres               | Reti               | Comp        | Pres        | Reti        | Pres   | Reti   |
| --------------- | --------------- | --------------- | ---------- | ---------- | --------------- | --------------- | --------------- | ------------------ | ------------------ | ------------------ | ----------- | ----------- | ----------- | ------ | ------ |
| 2016-2017       | Porto B         | SL              | 37         | 10         |                 | -               | -               |                    | -                  | -                  |             | -           | -           | 37     | 10     |
| 2017-2018       | Porto B         | SL              | 17         | 5          |                 | -               | -               |                    | -                  | -                  |             | -           | -           | 17     | 5      |
| 2017-gen. 2018  | Porto           | PL              | 2          | 0          | CP+CdL          | 1+1             | 1+0             | UCL                | 0                  | 0                  |             | -           | -           | 4      | 1      |
| gen.-giu. 2018  | Portimonense    | PL              | 7          | 0          | CP+CdL          | 0+0             | 0+0             |                    | -                  | -                  |             | -           | -           | 7      | 0      |
| 2018-2019       | Rio Ave         | PL              | 27         | 5          | CP+CdL          | 3+4             | 1+1             | UEL                | 2                  | 2                  |             | -           | -           | 36     | 9      |
| 2019-2020       | Braga           | PL              | 25         | 5          | CP+CdL          | 1+4             | 0+0             | UEL                | 1 +8               | 0+1                |             | -           | -           | 39     | 6      |
| 2020-2021       | Braga           | PL              | 33         | 3          | CP+CdL          | 7+3             | 2+0             | UEL                | 7                  | 2                  |             | -           | -           | 50     | 7      |
| 2021-gen. 2022  | Braga           | PL              | 14         | 3          | CP+CdL          | 2+1             | 1+0             | UEL                | 6                  | 6                  | SP          | 1           | 0           | 24     | 10     |
| Totale Braga    | Totale Braga    | Totale Braga    | 72         | 11         |                 | 18              | 3               |                    | 22                 | 9                  |             | 1           | 0           | 113    | 22     |
| gen.-giu. 2022  | Porto           | PL              | 12         | 1          | CP+CdL          | 2+0             | 0+0             | UEL                | 4                  | 0                  |             | -           | -           | 18     | 1      |
| 2022-2023       | Porto           | PL              | 31         | 8          | CP+CdL          | 6+6             | 3+2             | UCL                | 8                  | 2                  | SP          | 1           | 0           | 52     | 15     |
| 2023-2024       | Porto           | PL              | 31         | 9          | CP+CdL          | 7+2             | 2+0             | UCL                | 7                  | 5                  | SP          | 1           | 0           | 48     | 16     |
| 2024-gen. 2025  | Porto           | PL              | 18         | 8          | CP+CdL          | 2+2             | 1+0             | UEL                | 8                  | 1                  | SP          | 1           | 2           | 31     | 12     |
| Totale Porto    | Totale Porto    | Totale Porto    | 94         | 26         |                 | 29              | 9               |                    | 27                 | 8                  |             | 3           | 2           | 153    | 45     |
| gen.-giu. 2025  | Al-Ahli         | SPL             | 11         | 3          | KC              | -               | -               | ACL                | 7                  | 4                  | SS          | -           | -           | 18     | 7      |
| Totale carriera | Totale carriera | Totale carriera | 258        | 60         |                 | 54              | 14              |                    | 58                 | 23                 |             | 4           | 2           | 374    | 99     |

### Cronologia presenze e reti in nazionale
| Cronologia completa delle presenze e delle reti in nazionale ― Brasile | Cronologia completa delle presenze e delle reti in nazionale ― Brasile | Cronologia completa delle presenze e delle reti in nazionale ― Brasile | Cronologia completa delle presenze e delle reti in nazionale ― Brasile | Cronologia completa delle presenze e delle reti in nazionale ― Brasile | Cronologia completa delle presenze e delle reti in nazionale ― Brasile | Cronologia completa delle presenze e delle reti in nazionale ― Brasile | Cronologia completa delle presenze e delle reti in nazionale ― Brasile |
| Data                                                                   | Città                                                                  | In casa                                                                | Risultato                                                              | Ospiti                                                                 | Competizione                                                           | Reti                                                                   | Note                                                                   |
| ---------------------------------------------------------------------- | ---------------------------------------------------------------------- | ---------------------------------------------------------------------- | ---------------------------------------------------------------------- | ---------------------------------------------------------------------- | ---------------------------------------------------------------------- | ---------------------------------------------------------------------- | ---------------------------------------------------------------------- |
| 26-3-2024                                                              | Madrid                                                                 | Spagna                                                                 | 3 – 3                                                                  | Brasile                                                                | Amichevole                                                             | -                                                                      | 82’                                                                    |
| Totale                                                                 |                                                                        | Presenze                                                               | 1                                                                      |                                                                        | Reti                                                                   | 0                                                                      |                                                                        |

## Palmarès

### Club

#### Competizioni nazionali
- Coppa di Lega portoghese: 2

Braga: 2019-2020
Porto: 2022-2023
- Coppa del Portogallo: 4

Braga: 2020-2021
Porto: 2021-2022, 2022-2023, 2023-2024
- Campionato portoghese: 1

Porto: 2021-2022
- Supercoppa di Portogallo: 1

Porto: 2024

#### Competizioni internazionali
- AFC Champions League Elite: 1

Al-Ahli: 2024-2025